# Carsten Zelle
Carsten Zelle (* 25. November 1953) ist ein deutscher germanistischer Literaturwissenschaftler.

## Leben
Von 1974 bis 1981 studierte er die Fächer Deutsch, Sozialkunde und Geschichte in Marburg (1980 erste Staatsprüfung für das Lehramt an Gymnasien). Nach der Promotion 1985 zum Dr. phil. in Marburg und der Habilitation 1994 in Siegen (Venia legendi: Neuere Deutsche Literaturwissenschaft und Allgemeine Literaturwissenschaft) war er seit 2000 Universitätsprofessor an der Ruhr-Universität Bochum (Denomination: Neugermanistik, insbesondere Literaturtheorie und Rhetorik). Von 1986 bis 2019 hat er die Zeitschrift Das achtzehnte Jahrhundert herausgegeben. Auch ist er Herausgeber der von 2010 an im Wehrhahn Verlag erscheinenden Buchreihe Bochumer Quellen und Forschungen zum 18. Jahrhundert. Seit 2019 ist er in Pension.
2020 wurde er Ehrenmitglied der Deutschen Gesellschaft für die Erforschung des achtzehnten Jahrhunderts.

## Schriften (Auswahl)
- Angenehmes Grauen. Literaturhistorische Beiträge zur Ästhetik des Schrecklichen im achtzehnten Jahrhundert. Meiner, Hamburg 1987, ISBN 3-7873-0714-1.
- Hrsg.: Immanuel Jacob Pyra: Über das Erhabene. Mit einer Einleitung und einem Anhang mit Briefen Bodmers, Langes und Pyras. Lang, Frankfurt am Main u. a. 1991, ISBN 978-3-631-42495-7.
- Die doppelte Ästhetik der Moderne. Revisionen des Schönen von Boileau bis Nietzsche. Metzler, Stuttgart / Weimar 1995, ISBN 3-476-01384-7.
- Kurze Bücherkunde für Literaturwissenschaftler. Francke, Tübingen 1998, ISBN 3-8252-1939-9.
- Hrsg.: „Vernünftige Ärzte“. Hallesche Psychomediziner und die Anfänge der Anthropologie in der deutschsprachigen Frühaufklärung. De Gruyter, Berlin / Boston 2001, ISBN 978-3-484-81019-8.
- Hrsg.: Das 18. Jahrhundert im Kino. Wallstein, Wolfenbüttel 2003, ISBN 978-3-89244-634-7.
- Hrsg. zusammen mit Heidi Eisenhut, Anett Lütteken: Heilkunst und schöne Künste. Wechselwirkungen von Medizin, Literatur und bildender Kunst im 18. Jahrhundert. Wallstein, Göttingen 2011, ISBN 978-3-8353-0839-8.
- Hrsg. zusammen mit Rudolf Behrens: Die Causes célèbres des 19. Jahrhunderts in Frankreich und Deutschland. Narrative Formen und anthropologische Funktionen. Harrassowitz, Wiesbaden 2020, ISBN 978-3-447-11473-8.